# Kirche der Mutter Gottes, der Königin von Polen (Miłki)
Bei der Kirche der Mutter Gottes, der Königin von Polen in Miłki (deutsch Milken) handelt es sich um eine der ältesten Kirchen Masurens. Ihre Errichtung erfolgte um 1481. Sie diente bis 1945 als evangelisches Gotteshaus für das ostpreußische Kirchspiel Milken. Heute ist sie römisch-katholische Pfarrkirche der ländlichen Region um Miłki in der polnischen Woiwodschaft Ermland-Masuren.

## Geographische Lage
Miłki liegt südöstlich der Kreisstadt Giżycko (Lötzen) in der Masurischen Seenplatte. Durch den Ort verläuft die polnische Landesstraße DK 63, die frühere deutsche Reichsstraße 131. Die Kirche steht auf der Westseite dieser innerorts ulica Giżycka genannten Straße in Blickrichtung zum Wobel-See (polnisch Jezioro Miłkowskie).

## Kirchengebäude
Die baulichen Anfänge der Kirche in Milken gehen auf das Ende des 15. Jahrhunderts – um 1481 – zurück. Nach einem Brand im Jahre 1656 wurde das Gotteshaus bis 1669 erneuert und zeigt sich heute als Bauwerk mit verputztem Mischmauerwerk bei eingezogenem Chor. Der Turm ist vorgesetzt.
Der Innenraum, der heute flachgedeckt ist, hatte in der Mitte ein hölzernes Tonnengewölbe. Nur an den Seiten waren Flachdecken angebracht. Altar und Kanzel, um 1600 entstanden, wurden 1770 vereinigt und mit einem Aufbau versehen. Die Datumsinschrift mit dem Wappen derer von Kittlitz bezog sich auf eine Renovierung im Jahr 1688.
Aus dem 17. Jahrhundert waren ein Kruzifix und mehrere Leuchter erhalten. Eine Orgel muss bereits im 18. Jahrhundert vorhanden gewesen sein; denn Adam Gottlob Casparini reparierte diese in den Jahren 1746/1747. Im Jahr 1868 erhielt die Kirche dann eine neue Orgel. Das Geläut bestand aus zwei Glocken, von denen eine aus dem Jahr 1658 stammte.
Die beiden Weltkriege überstand die Kirche mit zum Teil erheblichen Beschädigungen.
Aufgrund der Umwidmung des Gebäudes von einer evangelischen in eine katholische Kirche wurden Umbaumaßnahmen in Anpassung an die veränderte liturgische Nutzung vorgenommen. Die Kirche erhielt außerdem den Namen als polnische Muttergotteskirche.

## Kirchengemeinde

### Evangelisch
Das Milkener Kirchspiel bestand bereits in vorreformatorischer Zeit. Mit Einführung der lutherischen Lehre wurde die Kirche für mehr als 400 Jahre ein evangelisches Gotteshaus. Ab 1533 amtierten hier Prediger der neuen Lehre. Einst war Milken Teil der Inspektion Angerburg (polnisch Węgorzewo), danach war es bis 1945 in den Kirchenkreis Lötzen in der Kirchenprovinz Ostpreußen der Evangelischen Kirche der Altpreußischen Union eingegliedert.
Im Jahr 1925 zählte das weitflächige Kirchspiel 6058 Gemeindeglieder. Sie wurden zu fast jeder Zeit von zwei Geistlichen gemeinsam betreut. Das Kirchenpatronat oblag den staatlichen Stellen.
Flucht und Vertreibung der einheimischen Bevölkerung setzten dem evangelischen Gemeindeleben in Milken ein Ende. Heute in Miłki lebende evangelische Kirchenglieder gehören nun zur evangelischen Pfarrkirche in Giżycko (Lötzen) in der Diözese Masuren der Evangelisch-Augsburgischen Kirche in Polen.

#### Kirchspielorte
Zum Kirchspiel Milken gehörten bis 1945 neben dem Pfarrort selbst 28 weitere Orte, Ortschaften und Wohnplätze:
| Name             | Änderungsname 1938 bis 1945 | Polnischer Name |  | Name         | Änderungsname 1938 bis 1945 | Polnischer Name |
| ---------------- | --------------------------- | --------------- |  | ------------ | --------------------------- | --------------- |
| Bilsken          | Billsee                     | Bielskie        |  | Mniechen     | (ab 1928) Münchenfelde      | Miechy          |
| *Czyprken        | (ab 1928) Freiort           | Czyprki         |  | Ogrodtken    | Reiken                      | Ogródek         |
| *Dannowen        | Dannen                      | Danowo          |  | *Okrongeln   | Schwansee                   | Okrągłe         |
| *Groß Konopken   | Hanffen                     | Konopki Wielkie |  | Ottilienhof  |                             | Drochowo        |
| Jedamken         | Stenzeln                    | Jedamki         |  | Przykopp     | Hessenhöh                   | Przykop         |
| *Klein Konopken  | (ab 1929) Waldfließ         | Konopki Małe    |  | Ruhden       | Eisenwerk                   | Ruda            |
| Klein Skomatzko  | Skomand                     | Skomack Mały    |  | *Schedlisken | Dankfelde                   | Siedliska       |
| Klein Wolla      |                             | Wólka           |  | Sczepanken   | Tiefen                      | Szczepanki      |
| *Kruglinnen      | Kraukeln                    | Kruklin         |  | Seehof       |                             |                 |
| Lindenhof        |                             | Lipowy Dwór     |  | *Staßwinnen  | Eisermühl                   | Staświny        |
| *Lipiensken      | (ab 1928) Lindenwiese       | Lipińskie       |  | *Talken      |                             | Talki           |
| Mallinken (West) | (ab 1930) Birkfelde         | Malinka         |  | Truchsen     |                             | Kurówko         |
| *Marczinawolla   | (ab 1929) Martinshagen      | Marcinowa Wola  |  | Willudtken   | Heydeck                     | Wyłudki         |
| Maxhof           |                             | Grodkowo        |  | *Wissowatten |                             | Wyszowate       |

#### Pfarrer
Zwischen 1533 und 1945 amtierten an der Kirche Milken als evangelische Geistliche:
- Bernhard N., ab 1533
- Albert Aretius, 1534–1592
- Jacob Prostka, 1592–1625
- Johann Prostka, 1619–1673
- Johann Hoynowius, 1649–1672
- Sebastian Andreas Loranowitz, 1673–1675
- Georg Moyzewius, ab 1673
- Friedrich Mortzfeld, 1675–1676
- Simon Muscalius, 1676–1689
- Cölestin Martin Wedecke, 1678–1704
- Fabian Hamm, 1689–1720
- Matthias Gregorowius, 1704–1717
- Zacharias Scubowius, 1717–1730
- Moses Kulischewius, 1720–1754
- Theodor Salomon, 1731–1741
- Michael Nizki, 1742–1775
- Bernhard Guziewski, 1754–1776
- Andreas Schubert, 1775–1811
- Jacob Sakowski, 1777–1810
- Ferdinand Gottlieb Schrage, 1810–1866
- Friedrich August Salkowski, 1864–1866
- (Samuel) Rudolf Ebel, 1866–1882[8]
- August Rudolf Kosta, 1883–1904
- Emil Richard Jencio, 1896–1901
- Max Adolf Richard Günther, 1902–1904
- Theodor Heinrich Hermann Kaminski, 1904–1920
- Richard Hermann Abramowski, 1904–1929
- Paul Guddas, 1926–1928
- Adalbert Schwede, 1929–1931
- Erich Schwarz, 1930–1945
- Fritz Klimmek, 1939–1941

#### Kirchenbücher
Von den Kirchenbuchunterlagen der Pfarrei Milken haben sich erhalten und werden bei der Deutschen Zentralstelle für Genealogie in Leipzig aufbewahrt:
- Taufen: 1834 bis 1856
- Begräbnisse: 1848 bis 1874.

### Römisch-katholisch
Vor 1945 lebten in der Region Milken zahlenmäßig nur wenige Katholiken. Sie waren in die Pfarrkirche St. Bruno in Lötzen im Bistum Ermland eingepfarrt. Nach 1945 siedelten sich in Miłki viele polnische Neubürger an, die zum größten Teil römisch-katholischer Konfession waren. Sie übernahmen das bisher evangelische Gotteshaus als ihre Pfarrkirche, die heute zum Dekanat św. Krzystofa in Giżycko im Bistum Ełk (Lyck) der Römisch-katholischen Kirche in Polen gehört. Zugeordnet sind zwei Filialkirchen: die Kapelle in Ruda (Ruhden, 1938–1945 Eisenwerk) und die in Marcinowa Wola (Marczinawolla, 1929–1945 Martinshagen).

#### Pfarrer
Seit Bestehen der Pfarrei Miłki amtierten bis heute als katholische Geistliche:
- Piotr Koszykowski, 1948–1952
- Jan Bogdanowidz, 1952–1976
- Bogusław Kossakowski, 1976–1989
- Kazimierz Suchecki, 1989–2000
- Wiesław Śliwczyński, 2000–2014
- Marceli Ogar, seit 2014